# Metta
Metta (Pali) betekent ongeveer liefdevolle aandacht en is in het boeddhisme een van de vier verheven toestanden van de geest. De term is moeilijk exact te vertalen. Metta in haar meest pure vorm uit zich in onvoorwaardelijke liefde en de beste intenties en wensen voor alle wezens in het universum. Metta gaat dan samen met mentale stabiliteit, geluk en rust. Gedachtes en intenties van metta of vriendelijkheid werden door de Boeddha veelvuldig geprezen en aanbevolen.
Metta is de kwaliteit waar veel van de goden in de boeddhistische kosmos in hoge mate over beschikken.
Metta kan gecultiveerd worden door het beoefenen van mettameditatie, een veelgebruikte techniek in alle boeddhistische tradities.
De Metta Sutta (uit de Sutta Nipata) wordt in veel boeddhistische kloosters dagelijks gereciteerd.

## Metta-ji
Metta-ji is het verkeren in Metta. Binnen een meditatie en yogasessie kan een moment van verlichting optreden wat in het Japans Satori genoemd wordt. Bij bepaalde Tibetaans boeddhistische gebruiken is de Metta-ji een staat van zijn waar actief naartoe gewerkt kan worden.

## Onvoorwaardelijke liefde voor het universum
De meest bekende liefde is de voorwaardelijke liefde, waarbij we onze liefde voor iemand, dan wel de liefde van een ander voor ons, willen beschermen door het toe te dekken met bijvoorbeeld een huwelijk, afspraken en al dan niet uitgesproken (huwelijkse) voorwaarden. Deze vorm van liefde kenmerkt zich door een afhankelijk zijn van een ander of iets anders om ons geluk te handhaven. Gaat die ander ervandoor, of komt deze de afspraken niet na, dan verdwijnt ons geluk en ervaren wij als mens een leegte van binnen. 
Voorwaardelijke liefde is vooral gericht op de buitenwereld: we voelen ons gelukkig als we in contact zijn met iets of iemand anders en willen dat vasthouden. We vergeten echter dat dit gelukkig voelen weinig tot niets met die ander te maken heeft, het zijn immers onze eigen gevoelens van liefde en gelukkig zijn die wij ervaren. Gevoelens die bovendien grotendeels worden bepaald door onze eigen perceptie op iets of iemand, die weer gevormd is door onze ervaringen en kennis vanuit het verleden.
Onvoorwaardelijke liefde daarentegen heeft niets met afhankelijkheid van iets of iemand anders te maken. Het is vooral de erkenning dat jij als mens zelf liefde bent, dat als zodanig ervaart (zelfliefde) en daarmee een diepe verbinding ervaart met het universum. In dat geval ervaart een mens zich één met alles en iedereen.